# Gmina Holstebro

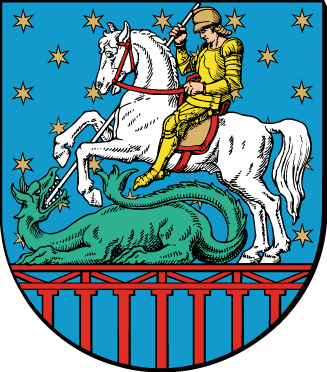
Herb gminy Holstebro

Gmina Holstebro (duń. Holstebro Kommune) – gmina w Danii w regionie Jutlandia Środkowa.
Gmina powstała 1 stycznia 2007 roku na mocy reformy administracyjnej z połączenia poprzedniej gminy Holstebro z gminami Vinderup i Ulfborg-Vemb.
Siedzibą władz gminy jest miasto Holstebro.

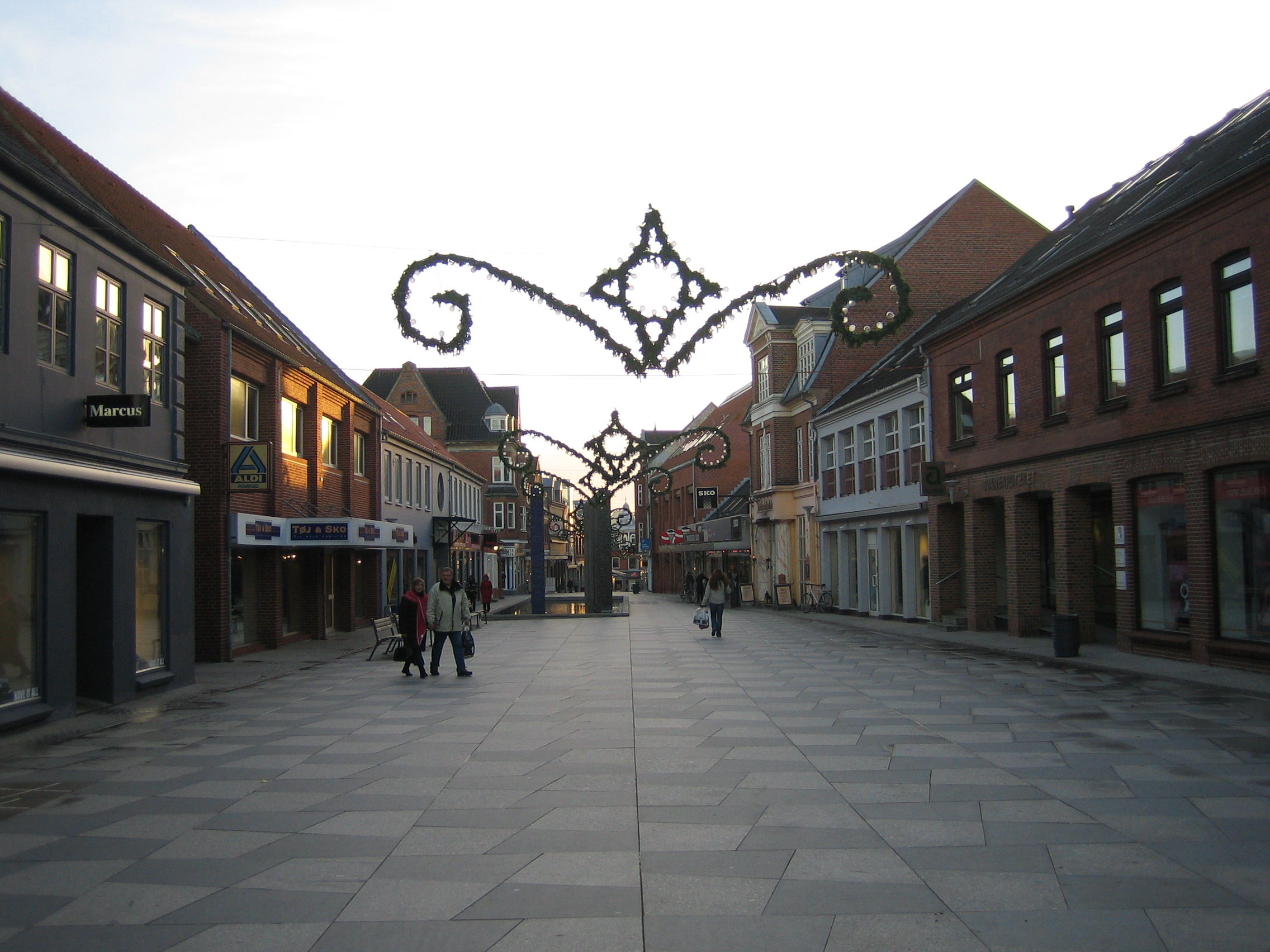
Ulica spacerowa w Holstebro